# 天長地久大日本属島
天長地久大日本属島（てんちょうちきゅうだいにほんぞくとう）は、江戸時代後期の幕臣富山元十郎（保高）らによって、享和元年（1801年）6月に得撫島に建てられた標柱。「天長地久」とは『老子』7章からの引用で「天長く地久し」の意味。

## 概要
寛政11年（1799年）の東蝦夷地上知にともなって赴任し、その経営に当たった富山元十郎は、深山宇平太とともに1801年、択捉島および得撫島を調査し、得撫島オカイワタラの丘に「天長地久大日本属島」と記した標柱を建てた。富山・深山の探検には八王子千人同心のうち2名も同行した。なお、このとき富山らはトウボにおいてロシア人ケレトフセから同地の事情を聴取している。
これに先立ち、寛政10年（1798年）には択捉島タンネモイに、同12年（1800年）には同島カモイワッカ岬に「大日本恵登呂府」の標柱が、幕臣近藤重蔵らによって建てられている。